# Chiesa di Santa Lucia (Massagno)
La chiesa di Santa Lucia a Massagno è un edificio neoromanico costruito nei pressi di un'antica chiesa cinquecentesca demolita nel 1931.

## Storia

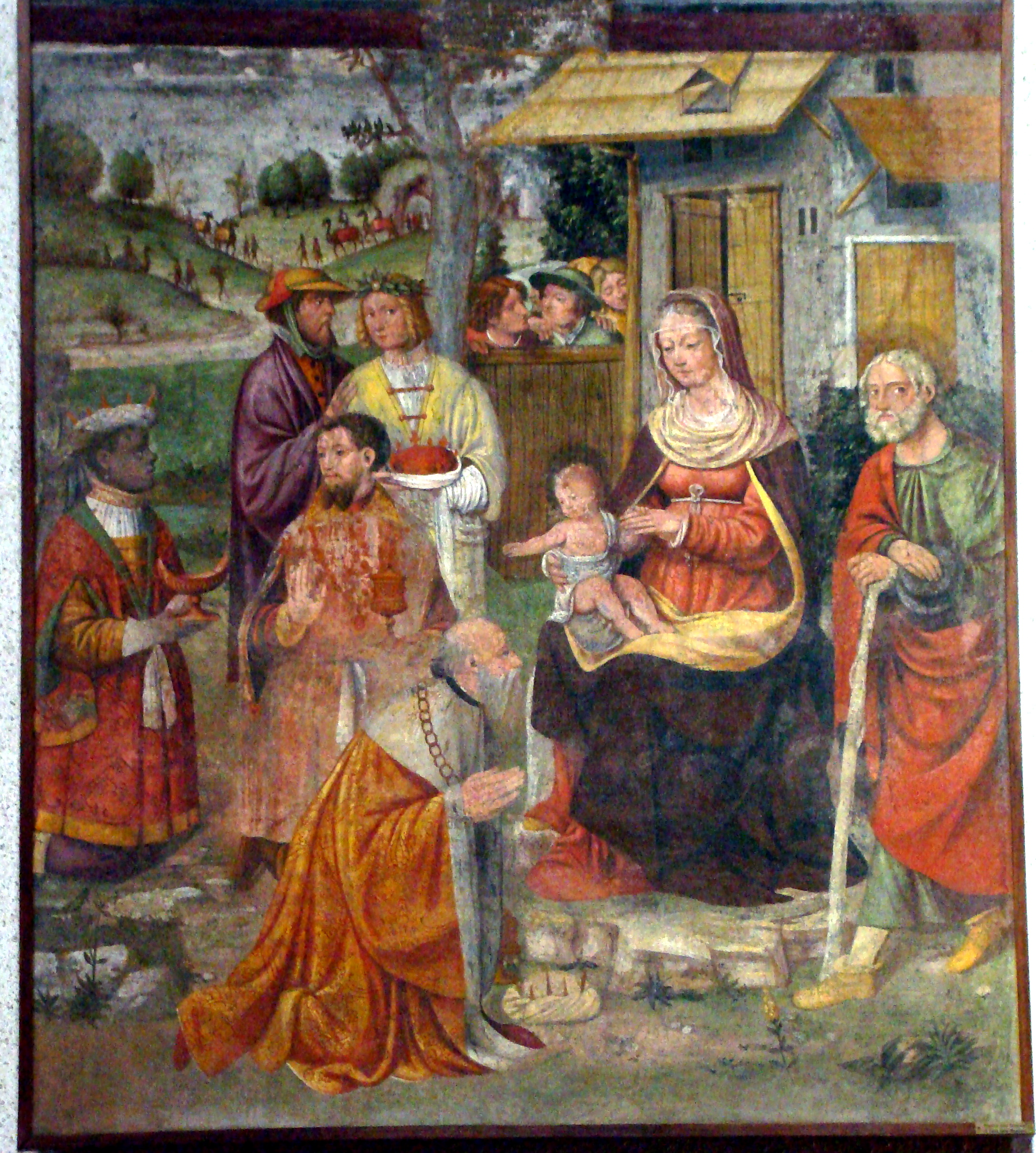
L'affresco cinquecentesco Adorazione dei Magi

L'antico edificio fu eretto nel 1530 circa e fino al 1927 fece parte della parrocchia di San Lorenzo di Lugano. Nel 1931 l'antica chiesa fu demolita per l'ampliamento di via del San Gottardo e sostituita, in una distanza di alcuni cento metri, da un nuovo edificio neoromanico progettato da Giacomo Alberti.
"Un elemento per la determinazione della data di costruzione può essere desunto dal dipinto rappresentante l' «Adorazione dei Magi». Questa scena, se non è di Bernardino Luini, è stata fatta sotto la sua direzione o dai suoi scolari intorno alla metà del 1500 e dipinta in affresco sopra l'altar maggiore.

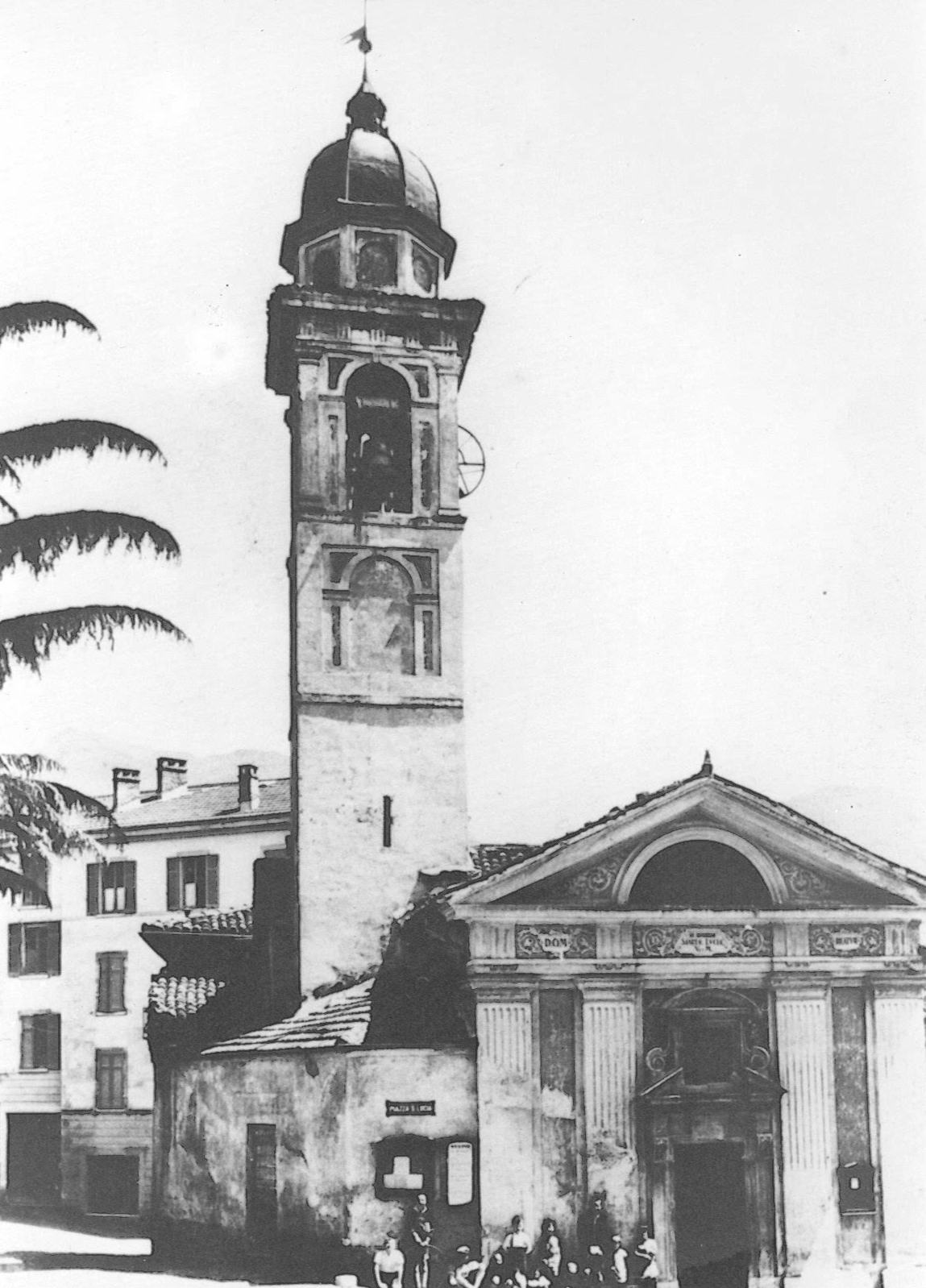
L'antica chiesa di Santa Lucia

 Al suo interno si conservano alcuni affreschi cinquecenteschi.
Nella chiesa di Santa Lucia fa sede attualmente la Parrocchia di Massagno.